# Tam Tam et Piko
Tam Tam et Piko (Toot & Puddle) est une série télévisée d'animation canado-américaine, adaptée des livres pour enfants éponymes de Holly Hobbie. Composée de 52 épisodes de 11 minutes, elle est diffusée au Canada du 2 septembre 2008 au 31 juillet 2011 sur Treehouse TV,, et aux États-Unis du 16 novembre 2008 au 15 mai 2011 sur Noggin/Nick Jr..
Au Canada francophone, elle a été diffusée à partir du 12 septembre 2009 sur TFO,, et en France du 2 juillet au 2 septembre 2011 sur France 5 dans Zouzous, puis sur Télétoon+.
Un long-métrage pilote, Tam Tam et Piko : Juste à temps pour Noël, a été réalisé le 5 décembre 2006.

## Synopsis
Tam Tam et Piko raconte la vie de deux jeunes cochons qui se ressemblent beaucoup physiquement et qui aiment jouer ensemble et découvrir le monde.
La série présente différentes cultures avec leurs habitudes alimentaires, leurs langues.

## Voix
Version française : Nathalie Bienaimé, Nathalie Homs, Caroline Mozzone, Thierry Kazazian, Martial Leminoux

## Liste des épisodes
1. Paris
2. La Balançoire
3. Saut en parachute
4. Inde
5. Le grand jeté
6. Congo
7. Le Potager
8. Bélize
9. Souvenirs de voyage
10. Tibet
11. Le Cerf-volant de Tam Tam
12. Hollande
13. Londres
14. Copenhague
15. Le Camping
16. Allemagne
17. Une journée à la plage
18. Majorque
19. Égypte
20. Irlande
21. Fête du nouvel an
22. Îles de Palao
23. Fête de l'été
24. Japon
25. La visite de Desmond le kangourou
26. Californie
27. Mexique
28. Rio de Janeiro
29. Roumanie
30. Belgique
31. La Course de bateaux
32. Écosse
33. La première neige
34. Hawaï
35. Les Jeux du parc
36. La Toscane
37. Les Myrtilles
38. Chine
39. Le Club des amis de Coq-en-Pâte
40. Nunavut
41. Saluons le printemps
42. Le Camp d'astronaute
43. Le Globe terrestre
44. Les Îles Galapagos
45. La légende du monstre de la forêt
46. Londres
47. La Dent de lait de Rosie
48. Niger
49. Le Tournoi du haricot
50. New York
51. Le Jeu de piste
52. Vancouver